# Старі Тарашнури
Старі Тарашну́ри (рос. Старые Тарашнуры, марій. Тошто Тарашнур) — присілок у складі Гірськомарійського району Марій Ел, Росія. Входить до складу Єласівського сільського поселення.

## Населення
Населення — 117 осіб (2010; 113 у 2002).
Національний склад (станом на 2002 рік):
- марі — 64 %
- гірські марійці — 33 %